# Ihor Palycja
Ihor Palycja (10 dicembre 1972) è un imprenditore e politico ucraino che ha lavorato come governatore dell'Oblast' di Odessa da maggio 2014 a maggio 2015.
Nel novembre 2015 Palycja è stato eletto presidente del parlamento regionale dell'Oblast' di Volinia. Alle elezioni parlamentari in Ucraina del luglio 2019 Palycja ha ottenuto un seggio come candidato indipendente. Nel 2019 ha aderito al partito Per il Futuro.

## Biografia
Palycja è nato il 10 dicembre 1972 a Luc'k. Nel 1994 si è laureato presso l'Università Nazionale Lesya Ukrainka Volyn, nel suo luogo di nascita. Dal 1993 è un uomo d'affari e dal 2003 al 2007 è stato membro del consiglio di amministrazione di Naftogaz (la società nazionale ucraina del petrolio e del gas). Palycja ha partecipato senza successo alle elezioni parlamentari ucraine del 2006 per il "Partito contadino dell'Ucraina". Il partito ha ottenuto lo 0,31% dei voti.
Alle elezioni parlamentari ucraine del 2007 Palycja è stato eletto deputato (come n. 68 nella lista del partito) del blocco Ucraina Nostra-Autodifesa del Popolo. Alle elezioni parlamentari ucraine del 2012 è stato eletto con il 40,27% dei voti nel collegio elettorale a maggioranza semplice n. 22 (situato a Lutsk) come non affiliato al partito. Non è entrato in nessuna fazione della Verkhovna Rada (parlamento).
Nella primavera del 2014, la stampa ucraina ha descritto Palycja come un uomo vicino all'oligarca ucraino (e allora collega del governatore dell'Oblast di Dnipropetrovsk) Ihor Kolomojs'kyj. Nello stesso anno Palycja fu una figura chiave nel sostenere finanziariamente la creazione del 18° Battaglione dei Marines, fornendo attrezzature a spese personali.
Il 6 maggio 2014 Palycja è stato nominato dal presidente ucraino Petro Porošenko come governatore dell'Oblast' di Odessa, 4 giorni dopo gli scontri e l'incendio della Casa dei sindacati di Odessa del 2 maggio 2014 dove morirono più di 40 persone. Dopo aver nominato come sua vice la leader di Euromaidan Zoya Kazanzhy, crearono una commissione chiamata "Gruppo 2 maggio", che aveva il compito di indagare sulla vicenda.
Alle elezioni parlamentari ucraine del 2014 Palycja è stato nuovamente rieletto in Parlamento, questa volta dopo essersi piazzato al 34° posto nella lista elettorale del Blocco Petro Poroshenko "Solidarietà". È rimasto come governatore fino al 30 maggio 2015, quando il Presidente Poroshenko ha nominato Mikheil Saak'ashvili governatore dell'Oblast' di Odessa.
Nel luglio 2015 Palycja è diventato membro del consiglio politico del partito UKROP. Il 26 novembre 2015 è stato eletto presidente del Parlamento regionale dell'Oblast' di Volinia.
Alle elezioni parlamentari in Ucraina del 2019 Palycja ha ottenuto un seggio come candidato indipendente. In parlamento ha aderito alla fazione Per il Futuro. Maggio 2020 Palycja è stato eletto presidente del partito Per il Futuro. Secondo Palycja, Per il Futuro è di fatto una continuazione di UKROP.
Nell'agosto 2021 Ukraïns'ka pravda ha riferito che Palycja e Kolomojs'kyj non condividevano più i beni aziendali.

## Premi
- Economista d'onore dell'Ucraina (settembre 2004)
- Ordine al merito, 3a classe (gennaio 2009)[23]
- Destinatario del premio Yevhen Chykalenko (ottobre 2013)[24]

## Critiche
Nel febbraio 2015 uno scandalo ha coinvolto Ihor Palycja, quando il giornale Ukrainian News ha pubblicato uno scambio di messaggi tra lui e il parlamentare Vitaliy Khomutynnik, dove quest'ultimo gli dava consigli in merito a un sistema di corruzione presso la dogana ucraina.
Nel 2017, un'inchiesta dei giornalisti di "Slidstvo.Info" ha riportato di come Palycja avesse istituito e finanziato dal 2014 il gruppo "Guardia dell'Ordine", un esercito privato sotto le sembianze di una ONG, che impiegava per intimorire e controllare gli oppositori politici. Il gruppo è stato accusato di aver compiuto pestaggi e attentati incendiari.
Durante la campagna elettorale per le elezioni parlamentari del 2019 Palycja è stato accusato di corruzione quando la sua fondazione di beneficenza "Solo Insieme" ha sponsorizzato nella città di Luc'k concerti ed eventi sportivi che comprendevano regali e premi, anche in denaro, ai partecipanti.